# El Arco
El Arco is een gemeente in de Spaanse provincie Salamanca in de regio Castilië en León met een oppervlakte van 7,10 km². El Arco telt 93 inwoners (1 januari 2016).

## Demografische ontwikkeling
Bron: INE, 1857-2011: volkstellingen